# ホログラムを登る男
『ホログラムを登る男』（ホログラムをのぼるおとこ）は、日本のシンガーソングライター平沢進の13枚目のアルバム。2015年11月18日に自主レーベルのケイオスユニオン/TESLAKITEより発売された。

## 解説
ソロのスタジオ・アルバムとしては『現象の花の秘密』より3年振り、核P-MODEL名義では『гипноза』より2年振りとなる。
リスナー参加型企画「過去向く士　Ψヶ原の策謀」の一環で製作されたアルバム。
「ヒラサワ的基本に立ち返った」と銘打たれており、突弦変異以降の弦楽的手法を踏襲しつつも、前作『現象の花の秘密』では抑えられていた電子音やドラムを解禁している。またギター嫌いを公言する平沢の作品では珍しく、ソロパート以外でもギターを用いた作品が多い。
永続仕様でボーナストラック「クオリア塔（HG-G version）」が収録されている。また、公式ショップ「TESLAKITE ONLINE SHOP」での購入特典として特製カラオケCDが付属し、ファンクラブ会員向けには「クオリア塔」の別バージョンが配信された。

## 収録曲
1. アディオス - Adios
自ら打ち込んだドビュッシーの楽曲を切り刻み、反転、位置転換が施されたものをループして使用している。
2. アヴァター・アローン - Avatar Alone
2016年に、イタリアのシンセポップバンド"VIDRA"によって、ケイオスユニオン並びにテスラカイトレーベルから許可を得てイタリア語でカバーされ、日本限定シングル『TRIBUTO A SUSUMU HIRASAWA』に収録された[4]。SHOP MECANO限定で発売された[5]。
3. 異種を誇る「時」 - The Time being Proud of its Heterogeneity
4. MURAMASA
5. Wi-SiWi
6. 回路OFF回路ON - Circuit OFF Circuit ON
7. クオリア塔（LG-G version） - Qualia Tower (LG-G version)
8. 火事場のサリー - Sally at the Fire
EVOの多重録音をフィーチャーし、他はシンセベースとリズムボックスのみを用いた異色作。
9. ホログラムを登る男 - The Man Climbing the Hologram
無料配信曲。間奏に変拍子のオーケストレーションが入る。
10. 鉄切り歌（鉄山を登る男） - The Iron Cutting Song (The Man Climbing an Iron Mountain)

### ボーナストラック
1. クオリア塔（HG-G version） - Qualia Tower (HG-G version)
LG-G versionとはギターのフレーズが異なる。

### TESLAKITE限定カラオケCD
1. アヴァター・アローン - Avatar Alone
2. ホログラムを登る男 - The Man Climbing the Hologram
3. 鉄切り歌（鉄山を登る男） - The Iron Cutting Song (The Man Climbing an Iron Mountain)

### GN会員限定ボーナスダウンロード
1. クオリア塔（MG-G version） - Qualia Tower (MG-G version)

## 参加ミュージシャン
- 平沢進 - ボーカル、ギター、プログラミング